# Grenzchopf
Grenzchopf är en bergstopp i Schweiz.   Den ligger i distriktet Wahlkreis Toggenburg och kantonen Sankt Gallen, i den östra delen av landet, 150 km öster om huvudstaden Bern. Toppen på Grenzchopf är 2 193 meter över havet, eller 150 meter över den omgivande terrängen. Bredden vid basen är 1,5 km. Grenzchopf ingår i Alpstein.
Terrängen runt Grenzchopf är bergig åt sydost, men åt nordväst är den kuperad. Runt Grenzchopf är det ganska tätbefolkat, med 108 invånare per kvadratkilometer.. Närmaste större samhälle är Gossau, 19,4 km norr om Grenzchopf. 
I omgivningarna runt Grenzchopf växer i huvudsak blandskog.